# Salmon (Automarke)
Salmon war eine britische Automobilmarke, die 1913–1916 von Baguley Cars Ltd. in Burton upon Trent (Staffordshire) gefertigt wurde.
Der 1913 vorgestellte 8 hp entsprach dem ebenfalls von Baguley gefertigten Ace und besaß einen Vierzylinder-Reihenmotor mit 0,8 l Hubraum. Verfügbar war er mit 2083 mm oder 2184 mm Radstand. Dementsprechend variierte die Fahrzeuglänge zwischen 3023 mm und 3048 mm.
Im gleichen Jahr wurde dem 8 hp ein größerer 11,9 hp zur Seite gestellt. Auch er besaß einen Vierzylindermotor, allerdings mit 1,3 l Hubraum. Das 3.658 mm lange und 1270 mm breite Fahrzeug hatte einen Radstand von 2.743 mm. Nur wenige Exemplare wurden gebaut.
Der Erste Weltkrieg machte der Produktion 1916 ein Ende.

## Modelle
| Modell  | Bauzeitraum | Zylinder | Hubraum  | Radstand     |
| ------- | ----------- | -------- | -------- | ------------ |
| 8 hp    | 1913–?      | 4 Reihe  | 776 cm³  | 2083–2184 mm |
| 11.9 hp | 1913–1916   | 4 Reihe  | 1346 cm³ | 2743 mm      |